# Puerto Rico Islanders
Puerto Rico Islanders var en puertoricansk fotbollsklubb som bildades 2003 och upplöstes 2012. Klubben spelade i USL First Division som omfattar USA, Kanada och Puerto Rico.
Laget spelade sina hemmamatcher på Juan Ramón Loubriel Stadium.